# Кар'єр Єсемек та Скульптурна Майстерня
 Кар'єр Єсемек та Скульптурна Майстерня (тур. Yesemek Taş Ocağı ve Heykel Atölyesi ) - музей просто неба та археологічна пам'ятка в провінції Газіантеп, Туреччина. Ділянка була кар'єром за часів хеттів і займає площу 100000 м2. Цей кар'єр є найвідомішою майстернею, в якій робили скульптури з каміння, за часів давнього Близького Сходу. 

## Історія
Скульптурна майстерня була заснована хеттським імператором Суппілуліумом I (1344–1322 рр. до н.е.)  З розпадом Хеттської імперії діяльність майстерні, ймовірно, припинилася, але вона знову відновила свою діяльність в IX столітті до нашої ери, коли Єсемек увійшов до складу арамейського царства Самал.  Скульптури цього періоду показують арамейський та ассирійський вплив. У 8 столітті до нашої ери регіон потрапив під ассирійський контроль, і майстерня знову стала закинутою. Незрозуміло, чи ремісники просто перестали працювати, чи перевезли знаряддя праці та інструменти до столиці Ассирії. Ділянка навколо майстерні в основному покрита базальтом, тому і сировиною для скульптур є базальт. Серед близько 300 виявлених предметів є скульптури сфінксів, левів, колісниці, богів, тощо. 

## Розкопки
Руїни майстерні були частково розкопані австрійським археологом Феліксом фон Лущаном під час його розкопок у селищі Зінджирлі в 1890 році.  Між 1957-1961 рр. турецький археолог Бахадир Алким продовжив розкопки, виявивши близько 200 скульптур.   Остання знайдена скульптура була виявленна в 1990-х роках Ілханом Теміссоєм, директором Музею анатолійських цивілізацій, який під час своєї місії виявив ще 100 хеттських скульптур. Зараз кар'єр представляє з себе музей під відкритим небом, котрий знаходиться у властності археологічного музею Газіантепа.

## Скульптури
В кар'єрі є декілька типів скульптур. Більшість - це сфінкси з жіночою головою та тілом лева або левиці (деякі з них крилаті). Ці сфінкси та леви, ймовірно, мали на меті прикрасити ворота хеттських міст, палаців та храмів, і дуже схожі на дверні скульптури, знайдені у Хаттусі та Аладжі-Хююці. Крім того є група скульптур гірських богів із схрещеними на грудях руками та рельєфи сцени полювання. Вважають, що ці об'єкти мали спеціальне призначення. Гірські боги дуже нагадують тих, які використовувались як опори у святилищі колодязя на Ефлатуні Пінарі. Скульптури можна побачити на всіх стадіях виробництва. 

## Процесс виготовлення скульптур
У кар’єрі розбивалися великі блоки червоного базальт методом систематичних ударів по наявних тріщинах молотком та зубилом. У ці тріщини вставляли дерев’яні клини, після чого на них наливали воду. Перезволожена деревина розширювалась, відщеплюючи великі уламки базальту. Груба форма скульптури була вирізана з уламків базальту стамескою, після чого поверхня загладжувалась. Фінальні деталі скульптур, як правило, додавалися не в кар'єрі, а в їх кінцевому пунктом призначення. Як фігури перевозилися з кар’єру невідомо.

## Галерея

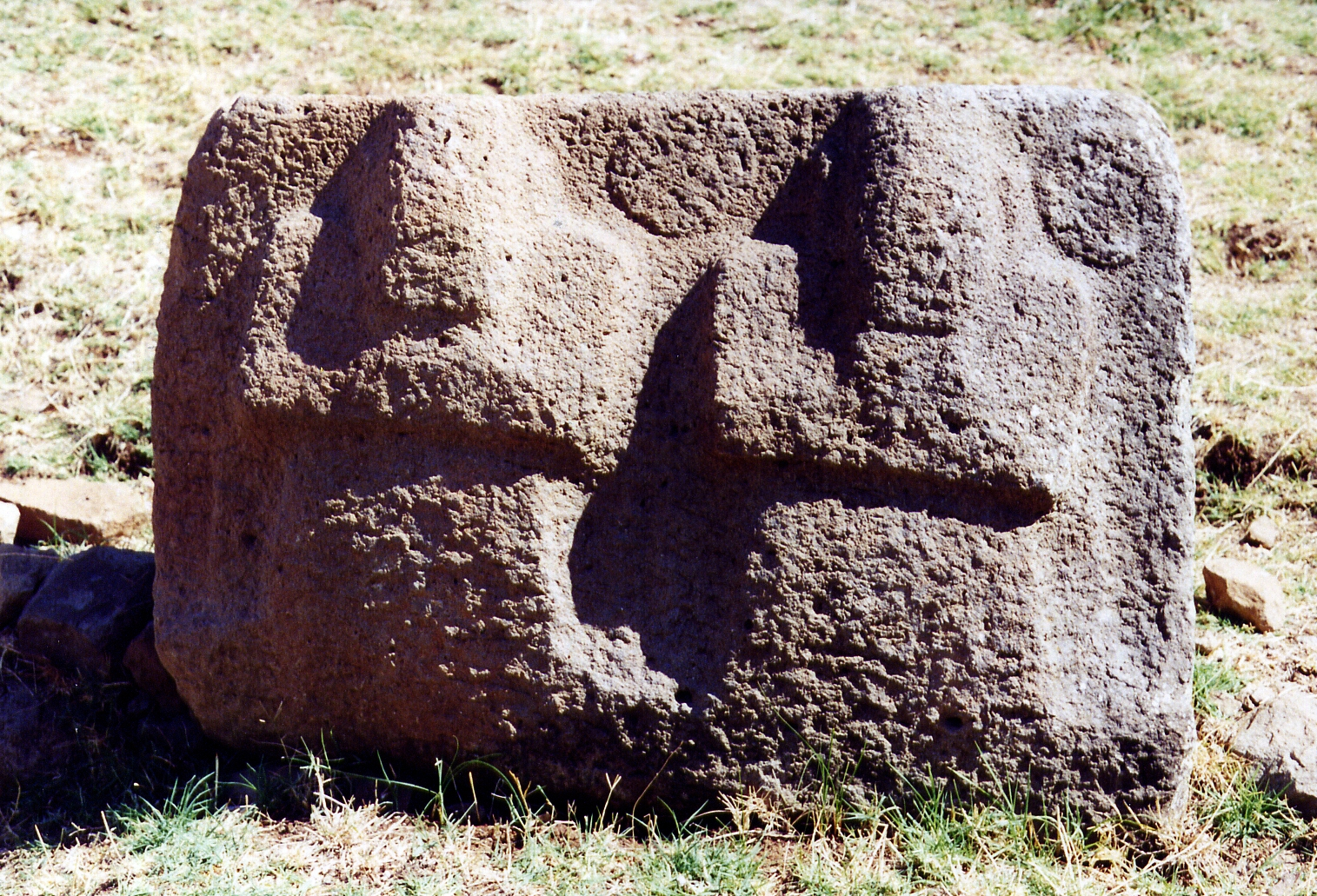
Гірські боги
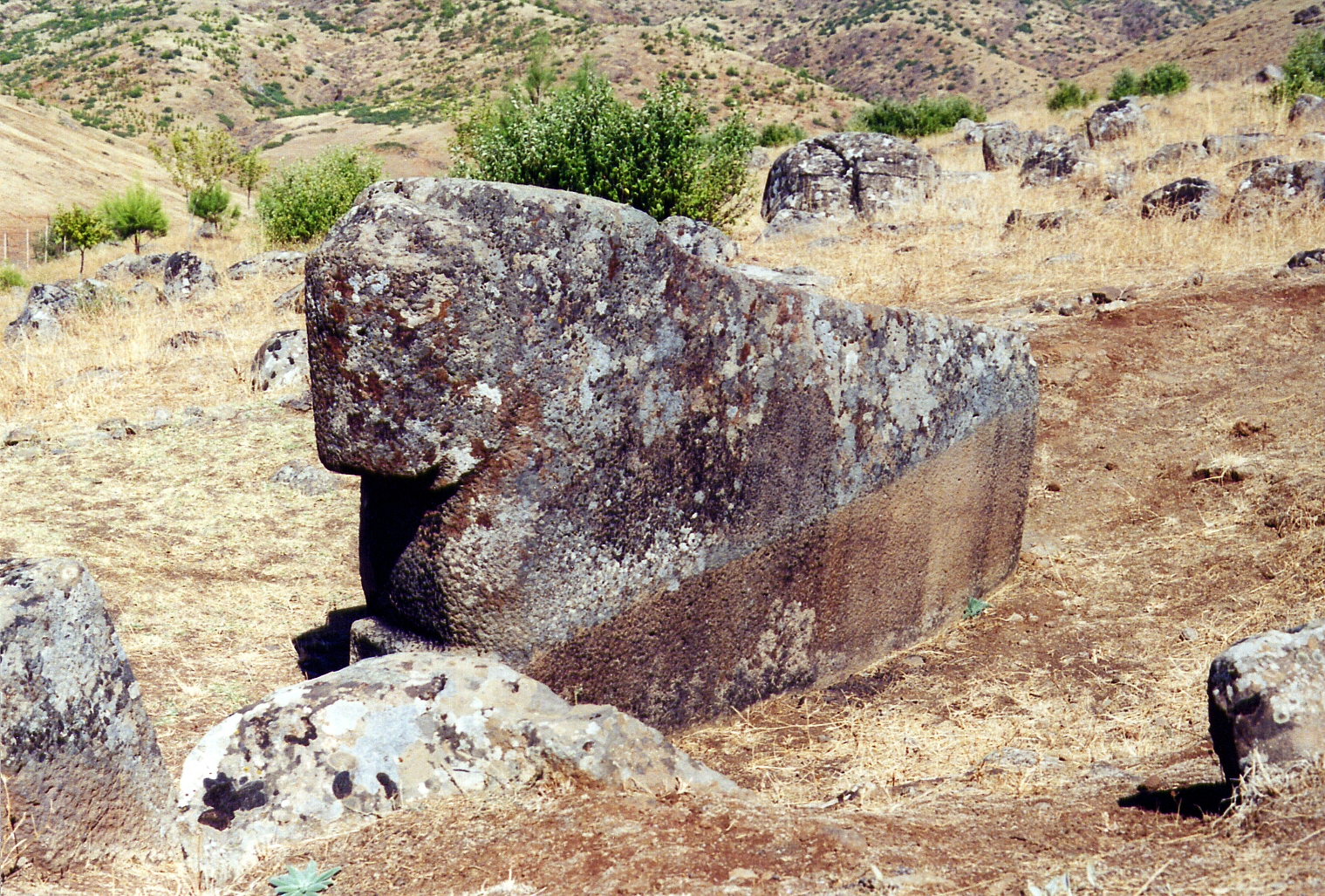
Дверний лев
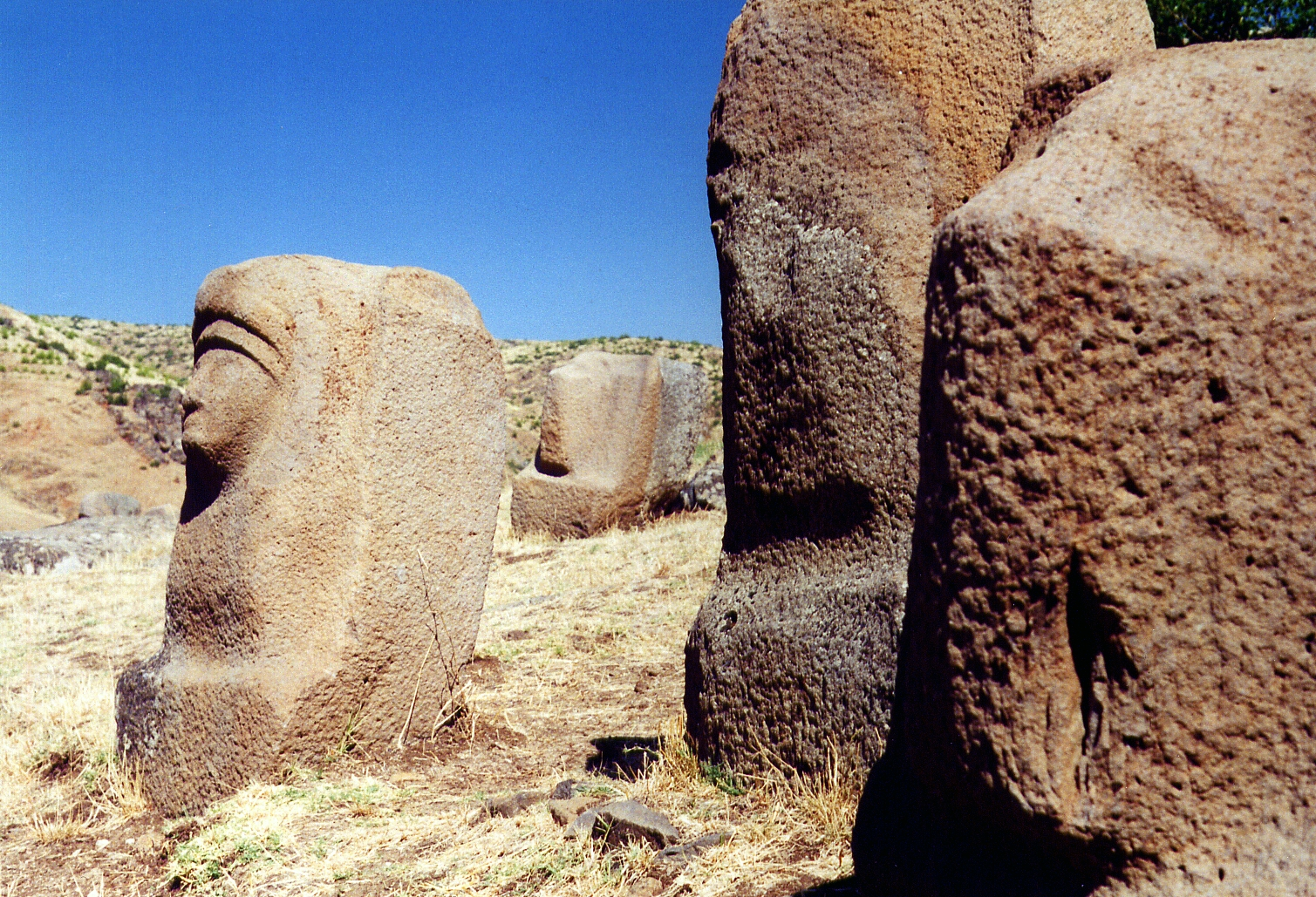
Скульптури жінок